# Andrée Tainsy
Andrée Micheline Ghislaine Tainsy, née le 26 avril 1911 à Etterbeek (Belgique) et morte le 19 décembre 2004 à Paris 6e, est une actrice belge naturalisée française.

## Biographie
Andrée Tainsy se forme au Conservatoire de Bruxelles puis entame sa carrière de comédienne au théâtre avec la Compagnie des Quinze, fondée par Michel Saint-Denis. À cette époque, elle côtoie notamment Sacha Pitoëff, Pierre Fresnay, Yvonne Printemps ou André Barsacq. Lors des répétitions à Beaumanoir prés d'Aix-en-Provence, elle fait la connaissance de la cantatrice Jane Bathori, de trente-quatre ans son aînée, dont elle partage ensuite la vie pendant trente-cinq ans.
En 1940 pendant la Seconde Guerre mondiale, descendue à Marseille, elle embarque avec Jane Bathori pour l'Argentine. À Mendoza, elle donne des leçons de diction française puis gagne Buenos Aires, où elle devient la secrétaire de rédaction de la revue Les Lettres Françaises, revue littéraire bimensuelle de la France libre dirigée par Roger Caillois et financée par Victoria Ocampo. Là, bien qu'elle dispose de très peu de temps, elle se produit dans une quinzaine de pièces avec plusieurs comédiens de langue française en exil, dont Rachel Berendt.

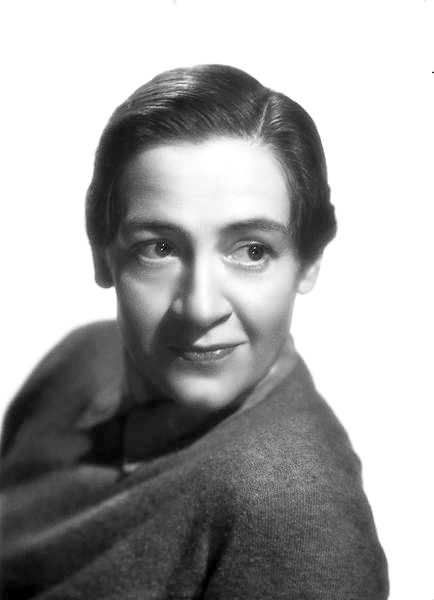
Andrée Tainsy en 1948 (Studio Harcourt).

En juin 1944, la Franco-Chile Films lui offre un premier rôle important au cinéma aux côtés de Madeleine Ozeray, Nora Gregor, Grégoire Aslan et Henri Salvador dans Le Moulin des Andes, film qui fut longtemps considéré comme perdu jusqu'à ce qu'une copie soit exhumée en 1995. Ce premier rôle sera suivi d'apparitions dans plus de quatre-vingts productions différentes, au cinéma comme à la télévision, toujours dans des rôles de second plan.
De retour en France après la Libération, elle travaille sans relâche jusqu'à la fin de sa vie. Elle joue au TNS dans Vichy-Fictions de Jean-Pierre Vincent, qui, en 1982, l'appelle comme pensionnaire à la Comédie-Française.
Elle figure encore dans un petit rôle dans le film Rois et Reine, d'Arnaud Desplechin sorti le 22 décembre 2004, trois jours après sa mort survenue à l'âge de 93 ans à la maison de retraite Villa Saint-Romain dans le 6e arrondissement de Paris, des suites d'une crise cardiaque.
Crématisée, ses cendres reposent au columbarium du cimetière du Père-Lachaise (case 6966), aux côtés de celles de Jane Bathori.

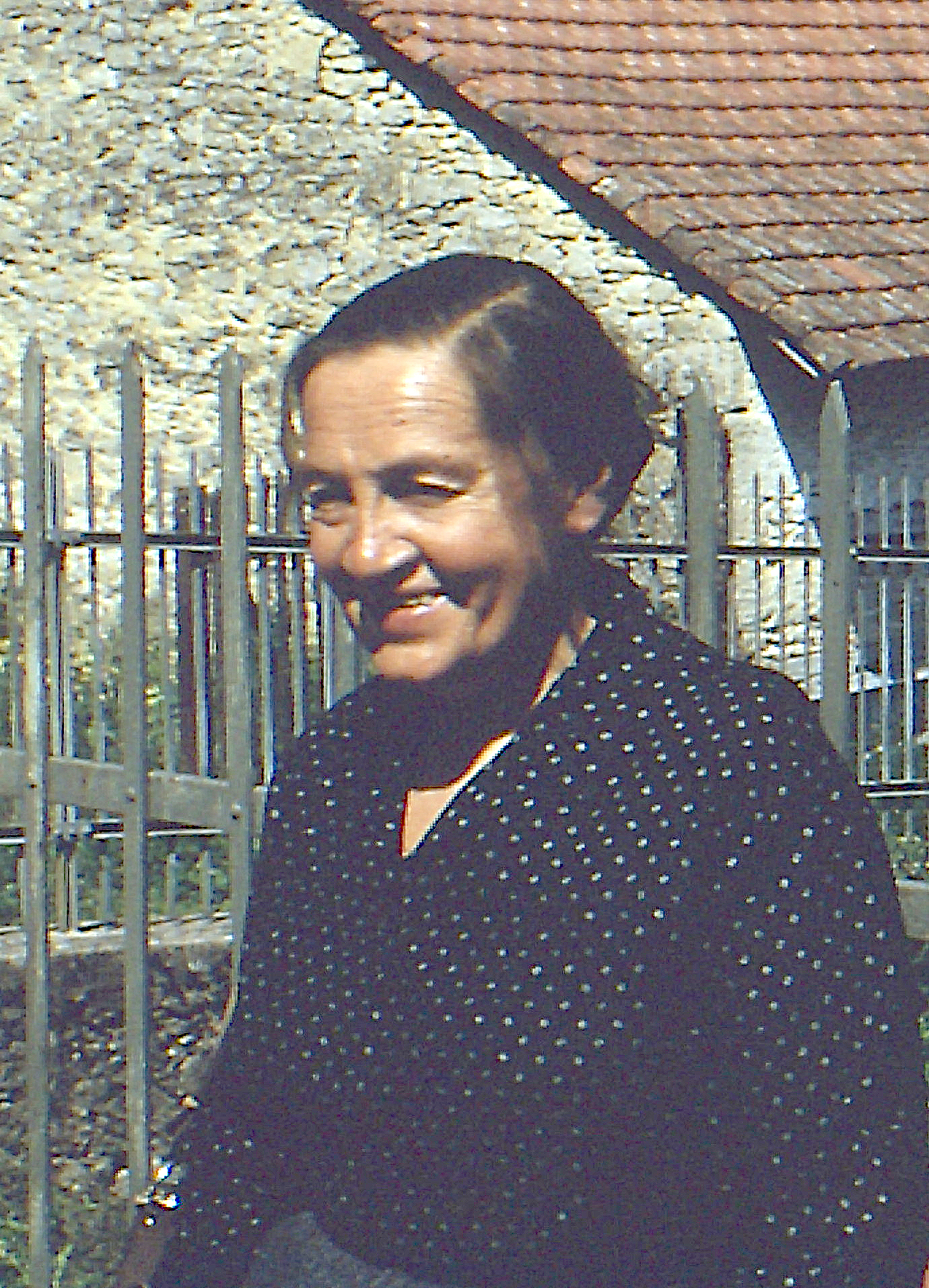
Andrée Tainsy en 1972.

## Théâtre
- 1937 : Six Personnages en quête d'auteur de Luigi Pirandello, mise en scène Georges Pitoëff, théâtre des Mathurins
- 1937 : Le Voyageur sans bagage de Jean Anouilh, mise en scène Georges Pitoëff, théâtre des Mathurins
- 1937 : L'Écurie Watson de Terence Rattigan, adaptation Pierre Fresnay et Maurice Sachs, théâtre Saint-Georges
- 1947 : Les Amants de Noël de Pierre Barillet, mise en scène Pierre Valde, théâtre de Poche
- 1948 : La Dame de l'aube d'Alejandro Casona, mise en scène Pierre Valde, théâtre de la Gaîté-Montparnasse
- 1949 : Sébastien de Henri Troyat, mise en scène Alfred Pasquali, théâtre des Bouffes-Parisiens
- 1950 : La Grande Pauline et les Petits Chinois de René Aubert, mise en scène Pierre Valde, théâtre de l'Étoile
- 1952 : La Maison brûlée d'August Strindberg, mise en scène Frank Sundström, théâtre de Babylone
- 1952 : Velca de Tullio Pinelli, mise en scène José Quaglio, théâtre de Babylone
- 1952 : Quarante et quatre de Jean Davray, mise en scène Raymond Rouleau, théâtre Michel
- 1956 : Le Voyage à Turin d'André Lang, théâtre de la Michodière
- 1957 : Bille en tête de Roland Laudenbach, mise en scène Jean-Jacques Varoujean, théâtre de la Michodière
- 1958 : Édition de midi de Mihail Sebastian, mise en scène René Dupuy, théâtre Gramont
- 1958 : Procès à Jésus de Diego Fabbri, mise en scène Marcelle Tassencourt, Théâtre Hébertot, théâtre des Célestins
- 1959 : La Descente d'Orphée de Tennessee Williams, mise en scène Raymond Rouleau, théâtre de l'Athénée
- 1959 : Soleil de minuit de Claude Spaak, mise en scène Daniel Leveugle, théâtre du Vieux-Colombier
- 1961 : Eric XIV d'August Strindberg, mise en scène Pierre Debauche
- 1961 : Une sainte de Julia Chamorel, mise en scène Roland Dubillard, théâtre de Poche
- 1961 : Antigone de Jean Anouilh, mise en scène André Barsacq, Vienne
- 1962 : L'Étoile devient rouge de Seán O'Casey, mise en scène Gabriel Garran, théâtre de la Commune, théâtre Récamier
- 1963 : Noces de sang de Federico García Lorca, mise en scène Bernard Jenny, théâtre du Vieux-Colombier
- 1966 : Électre de Sophocle, mise en scène Silvia Monfort, théâtre des Mathurins
- 1966 : L'Instruction de Peter Weiss, mise en scène Gabriel Garran, théâtre de la Commune
- 1966 : Les Trois Sœurs d'Anton Tchekhov, mise en scène André Barsacq, théâtre Hébertot
- 1968 : Notre petite ville de Thornton Wilder, mise en scène Raymond Rouleau, théâtre Hébertot
- 1970 : Le Précepteur de Jacob Lenz, mise en scène Antoine Vitez, théâtre de l'Ouest parisien
- 1973 : Liolà de Luigi Pirandello, mise en scène Henri Delmas et Gabriel Garran, théâtre de la Commune (Aubervilliers)
- 1980 : Convoi et Ruines de Michel Deutsch, mise en scène Jean-Pierre Vincent, théâtre national de Strasbourg, maison de la culture de Nanterre, théâtre national de Nice
- 1980 : Vichy-Fictions et Violences à Vichy de Bernard Chartreux, mise en scène Jean-Pierre Vincent, théâtre national de Strasbourg, Festival d'Avignon
- 1981 : Doublages de Jean-Paul Wenzel, mise en scène Jean-Paul Wenzel, théâtre Gérard-Philipe, théâtre national de Nice
- 1981 : Derniers détails de Gildas Bourdet, théâtre de la Salamandre, Tourcoing
- 1982 : Doublages de Jean-Paul Wenzel, mise en scène Jean-Paul Wenzel, théâtre national de Strasbourg
- 1982 : Les Corbeaux d'Henry Becque, mise en scène Jean-Pierre Vincent, Comédie-Française
- 1983 : Triptyque de Max Frisch, mise en scène Roger Blin, Comédie-Française au théâtre de l'Odéon
- 1986 : Oncle Vania d'Anton Tchekhov, mise en scène Christian Benedetti, théâtre de l'Est parisien
- 1986 : Arromanches de Daniel Besnehard, mise en scène Claude Yersin, nouveau théâtre d'Angers
- 1988 : Le Père d'August Strindberg, mise en scène Claude Yersin, nouveau théâtre d'Angers, théâtre de l'Est parisien
- 1988 : Retours de Pierre Laville, mise en scène Patrice Kerbrat, théâtre de l'Odéon
- 1989 : Retours de Pierre Laville, mise en scène Patrice Kerbrat, La Criée
- 1990 : Saint Elvis de Serge Valletti, mise en scène Charles Tordjman, théâtre populaire de Lorraine
- 1991 : Dibbouk ! de Salomon Ansky, mise en scène Patrice Caurier, Moshe Leiser, MC93 Bobigny
- 1992 : L'École des femmes de Molière, mise en scène Jean-Luc Boutté, théâtre des Célestins, théâtre de Nice, théâtre Hébertot
- 1992 : Ordinaire et Disgracié de Claude Mollet, mise en scène Hervé Pierre, théâtre de la Bastille
- 1993 : Figaro divorce de Ödön von Horváth, mise en scène de Jean-Paul Wenzel, théâtre de la Ville
- 1994 : La Terrible Voix de Satan de Gregory Motton, mise en scène Claude Régy, théâtre Gérard-Philipe, Le Volcan, théâtre Vidy-Lausanne
- 1996 : Mariage à Sarajevo de Ludwig Fels, mise en scène Claude Yersin, nouveau théâtre d'Angers
- 2001 : Mélodies 6, mise en scène Jean-Paul Delore, Rencontres d'été Chartreuse de Villeneuve-lès-Avignon.

## Carrière au cinéma
Longs métrages
- 1944 : Le Moulin des Andes (ou Le Fruit mordu) de Jacques Rémy
- 1949 : Fantômas contre Fantômas de Robert Vernay
- 1949 : Au royaume des cieux de Julien Duvivier
- 1949 : Julie de Carneilhan de Jacques Manuel
- 1949 : Mission à Tanger de André Hunebelle : la balayeuse du cabaret
- 1949 : Plus de vacances pour le Bon Dieu de Robert Vernay
- 1949 : Je suis de la revue - (Botta e riposta) de Mario Soldati
- 1951 : Agence matrimoniale de Jean-Paul Le Chanois
- 1951 : Ma femme est formidable de André Hunebelle : la femme de chambre
- 1951 : La Fête à Henriette de Julien Duvivier
- 1953 : Le Chevalier de la nuit de Robert Darène : l'habilleuse
- 1953 : La neige était sale de Luis Saslavsky
- 1955 : Marie-Antoinette reine de France de Jean Delannoy : une émeutière
- 1956 : Les Lumières du soir de Robert Vernay : une demandeuse d'emploi
- 1956 : Mannequins de Paris de André Hunebelle
- 1957 : Les Louves de Luis Saslavsky
- 1957 : Le Septième Ciel de Raymond Bernard : Mme Hélier
- 1957 : Une vie de Alexandre Astruc : Ludivine
- 1959 : Maigret et l'Affaire Saint-Fiacre de Jean Delannoy : la patronne du « Houla-Hoop »
- 1959 : La Française et l'Amour de Jean-Paul Le Chanois, dans le sketch La Femme seule
- 1959 : Il suffit d'aimer de Robert Darène
- 1959 : Portrait robot de Paul Paviot
- 1963 : Le Journal d'une femme de chambre de Luis Buñuel
- 1964 : Fantomas de André Hunebelle : l'habilleuse lors du défilé de mannequins
- 1965 : Les Ruses du diable de Paul Vecchiali : la mère de Ginette
- 1965 : Les Bons Vivants de Georges Lautner, dans le sketch Les Bons Vivants : Germaine, la vieille bonne
- 1966 : Le Chien fou d'Eddy Matalon
- 1968 : Z de Costa-Gavras : la mère de Nick
- 1970 : Trop petit mon ami d'Eddy Matalon : Mme Herbin
- 1970 : Peau d'âne de Jacques Demy : la mère
- 1971 : L'Homme au cerveau greffé de Jacques Doniol-Valcroze
- 1972 : L'Étrangleur de Paul Vecchiali : Mme Jeanne, la patronne du bar-restaurant
- 1972 : Beau Masque de Bernard Paul
- 1972 : Faustine et le Bel Été de Nina Companeez : la grand-mère
- 1973 : L'Événement le plus important depuis que l'homme a marché sur la Lune de Jacques Demy : Clarisse de Saint-Clair, une cliente du salon
- 1974 : L'Horloger de Saint-Paul de Bertrand Tavernier : Madeleine Fourmet, la femme qui a élevé Bernard
- 1975 : Que la fête commence... de Bertrand Tavernier : la religieuse
- 1975 : L'important c'est d'aimer de Andrzej Żuławski : la mère de Jacques (scène coupée au montage)
- 1975 : Guerre et Amour de Woody Allen
- 1976 : La Communion solennelle de René Féret : Charlotte
- 1976 : Des enfants gâtés de Bertrand Tavernier : Mme Descombes
- 1976 : A. Constant de Christine Laurent : Jeanne
- 1976 : Le Paradis des riches de Paul Barge : Albertine
- 1976 : Adieu, voyages lents de Marie-Geneviève Ripeau : la mère de Simone
- 1976 : Ali au pays des mirages de Ahmed Rachedi
- 1977 : Gloria de Claude Autant-Lara : Estelle
- 1979 : Une étrange méprise - (Twee vrouwen) de George Sluizer
- 1981 : Et pourtant elle tourne... de François Raoul-Duval : la grand-mère de Jeanne
- 1981 : Seuls de Francis Reusser
- 1982 : Boulevard des assassins de Boramy Tioulong : Mme Graveline
- 1984 : Le Tombeau d'Almanzor de Colette Verger
- 1985 : Poulet au vinaigre de Claude Chabrol : Marthe, la domestique
- 1988 : Les cigognes n'en font qu'à leur tête de Didier Kaminka : rôle coupé au montage
- 1992 : Mensonge de François Margolin : Maria
- 1992 : Le Cœur fantôme de Philippe Garrel : la vieille dame
- 1996 : Love, etc. de Marion Vernoux : Mireille
- 2000 : Code inconnu de Michael Haneke : Mme Becker
- 2000 : Sous le sable de François Ozon : Suzanne Drillon
- 2003 : Dans le rouge du couchant d'Edgardo Cozarinsky : la princesse Czerny
- 2003 : Après vous de Pierre Salvadori : la grand-mère de Louis
- 2004 : Rois et Reine d'Arnaud Desplechin : la grand-mère

Courts métrages
- 1950 : Cinquantenaire du métro de Roger Leenhardt
- 1951 : Le Voyage de Georges de Robert Darène
- 1984 : Le Violoncelle de Pascaline Simar
- 1991 : Une oreille ou deux de Caroline Chomienne
- 1992 : Sur la frontière de Marcin Latallo
- 1992 : Tout vieux déjà de David Carayon
- 1992 : Noël en famille de Fabienne Berthaud
- 1992 : Les Gens de passage de Hélène Marini
- 1999 : Les Aveugles de Jean-Luc Perréard

## Carrière à télévision
- 1957 : Madame Maxence a disparu de Bernard Hecht (téléfilm)
- 1962 : L'inspecteur Leclerc enquête, série de Vicky Ivernel, épisode Black out
- 1963 : Le Théâtre de la jeunesse : Jean Valjean d'après Les Misérables de Victor Hugo, réalisation Alain Boudet
- 1964 : Les Cinq Dernières Minutes, série de Claude Loursais, épisode  Sans fleurs ni couronnes: Marie Malbosc, la mère du meurtrier
- 1964 : La Terreur et la Vertu : Danton - Robespierre, téléfilm en 2 parties de Stellio Lorenzi
- 1965 : Le Théâtre de la jeunesse : Sans famille de Yannick Andréi
- 1965 : Les Jeunes Années, série de Joseph Drimal : Mme Mazieux
- 1967 : Hedda Gabler de Raymond Rouleau
- 1967 : En votre âme et conscience, épisode : L'Affaire Dumollard de  Jean Bertho
- 1968 : L'Homme de l'ombre de Guy Jorré, épisode : Le Condamné à mort
- 1971 : Le Prussien de Jean L'Hôte
- 1971 : François Gaillard ou la Vie des autres, série de Jacques Ertaud, épisode René
- 1971 : Les Nouvelles Aventures de Vidocq, série de Marcel Bluwal, épisode Les Chauffeurs du Nord
- 1972 : La Malle de Hambourg de Bernard Hecht
- 1972 : Le Sagouin de Serge Moati
- 1975 : Les Charmes de l'été, série de Robert Mazoyer : Gabrielle
- 1973 : La Porteuse de pain, série de Marcel Camus
- 1974 : Paul et Virginie, série de Pierre Gaspard-Huit
- 1974 : Le Tour d'écrou, de Raymond Rouleau
- 1975 : La Simple Histoire d'un merveilleux poste de télévision d'Armand Ridel
- 1978 : Émile Zola ou la Conscience humaine, série de Stellio Lorenzi
- 1978 : Messieurs les Jurés : L'Affaire Heurteloup de Boramy Tioulong
- 1981 : Pause café, série télévisée de Georges Coullonges : la grand mère de Yollande
- 1985 : Simone de Christine Ehm
- 1990 :  Bouvard et Pécuchet, téléfilm en 2 parties de Jean-Daniel Verhaeghe

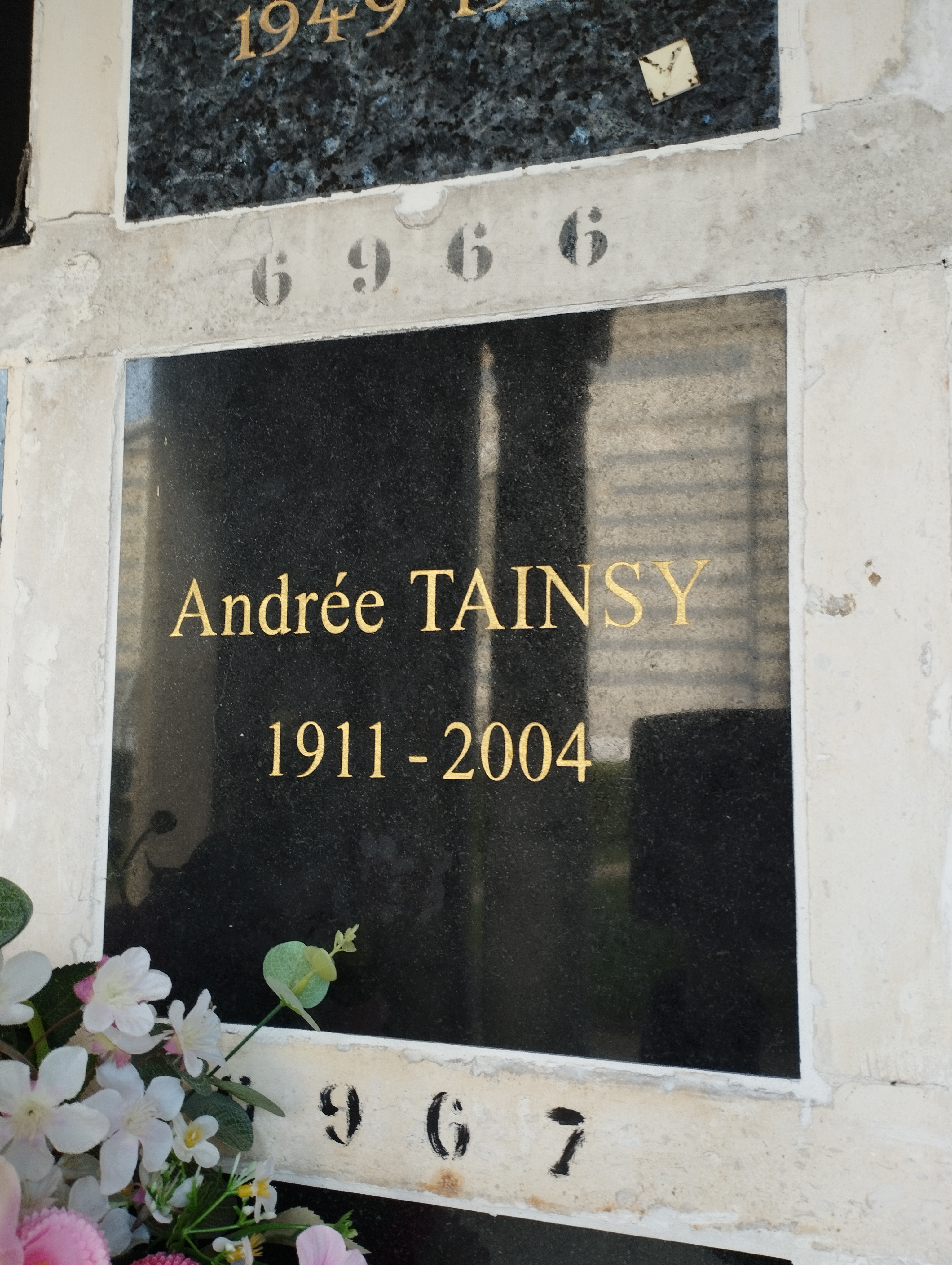
Plaque funéraire d'Andrée Tainsy au cimetière du Père-Lachaise (case n° 6966 du columbarium).

## Distinctions
1981 : Grand prix national du théâtre